# Kira Jarmyšová
Kira Alexandrovna Jarmyšová (rusky Кира Александровна Ярмыш; * 11. října 1989 Rostov na Donu) je ruská spisovatelka, bývalá mluvčí a asistentka ruského opozičního politika Alexeje Navalného.

## Život
Kira Jarmyšová se narodila v Rostově na Donu v židovské rodině. V roce 2007 nastoupila na fakultu mezinárodní žurnalistiky moskevského Státního institutu mezinárodních vztahů. Po ukončení studia pracovala v tiskových službách Puškinova muzea v Moskvě a letecké společnosti Utair. V roce 2013 se zúčastnila předvolební kampaně Alexeje Navalného, když kandidoval na starostu Moskvy. V srpnu 2014 se stala tiskovou mluvčí Navalného a Fondu boje s korupcí.
V únoru 2018 byla Jarmyšová 5 dní vězněna za retweet, který vytvářel "negativní názor na jiného kandidáta" v prezidentských volbách v roce 2018; v květnu téhož roku jí moskevský soud nařídil 25denní správní vazbu za tweety publikované dva dny před inaugurací Vladimira Putina v souvislosti s akcí "Není to náš car".
Dne 21. ledna 2021 byla za svolání shromáždění na podporu Alexeje Navalného zadržena ruskými úřady se svými spolupracovníky Ljubov Sobolovou a Georgijem Alburovem. Byla uvězněna na devět dní za organizování veřejných akcí, aniž by je oznámila úřadům. Dne 1. února 2021 byla umístěna do domácího vězení. Lidskoprávní organizace Memorial ji označila za politického vězně.
Poté, co byla odsouzena za výzvu k protestům proti Navalného zatčení, Jarmyšová v roce 2021 uprchla z Ruska.

## Literární činnost
Dne 26. října 2020 nakladatelství Corpus vydalo román Jarmyšové s názvem "Neuvěřitelné příhody v ženské cele č. 3" (rusky Невероятные происшествия в женской камере № 3). Hlavní hrdinkou knihy je dívka, která za účast na protikorupčním shromáždění skončí v záchytném centru. Román vychází z její osobní zkušenosti; Alexej Navalnyj uvedl, že to byl on, kdo Jarmyšovou přesvědčil k napsání knihy.
Podle literární kritičky Galiny Juzefovič román na metaforické úrovni charakterizuje vztah mezi člověkem a státní mašinérií v Putinově Rusku.

## Osobní život
Jarmyšová se v roce 2015 vdala, později se ale rozvedla.